# Murgkreis
Der Murgkreis war eine Verwaltungseinheit im Großherzogtum Baden mit Sitz in Rastatt. Er bestand von 1809 bis 1819.

## Lage
Das Gebiet des Murgkreises lag in einem zentralen Bereich des Landes Baden und umfasste mit Rastatt und Baden die ehemaligen Residenzstädte der Markgrafschaft Baden-Baden. Landschaftlich teilte es sich in zwei Hälften: einen flachen, in der Oberrheinischen Tiefebene gelegenen Nordwesten und einen bergigen Südosten im Nordschwarzwald. Dichter besiedelt waren hier insbesondere die Täler des namensgebenden Flusses Murg und der Oos.

## Geschichte
Nachdem die zum Kurfürstentum erhobene Markgrafschaft Baden aufgrund der Bestimmungen des Reichsdeputationshauptschlusses 1803 erhebliche Gebietsgewinne verzeichnen konnte, veröffentlichte deren Regierung mehrere Organisationsedikte. Gleich im ersten davon wurde die neue Gliederung Badens in drei Provinzen festgelegt. In diesen Rahmen wurden auch nachfolgende territoriale Erweiterungen, insbesondere durch den Pressburger Frieden 1805 und die Rheinbundakte von 1806 integriert.
Mit dem Novemberedikt wurde in Baden Ende 1809 eine grundlegende Veränderung der Verwaltungsstrukturen verkündet. Anfang 1810 traten an die Stelle der drei Provinzen zehn Kreise, die landesweit als Mittelbehörde oberhalb der Ämter fungierten.
Das Amt des Direktors des Murgkreises wurde dem bisherigen Landvogt von Gernsbach, Joseph von Lassolaye, übertragen. Sitz der Verwaltung war das Forstnersche Palais in Rastatt.
Im Frühjahr 1819 wurde der Murgkreis aufgelöst. Die Ämter Bühl und Achern wechselten zum Kinzigkreis, die übrigen zum Pfinzkreis, der ab da als Pfinz- und Murgkreis firmierte.

## Ämter des Murgkreises

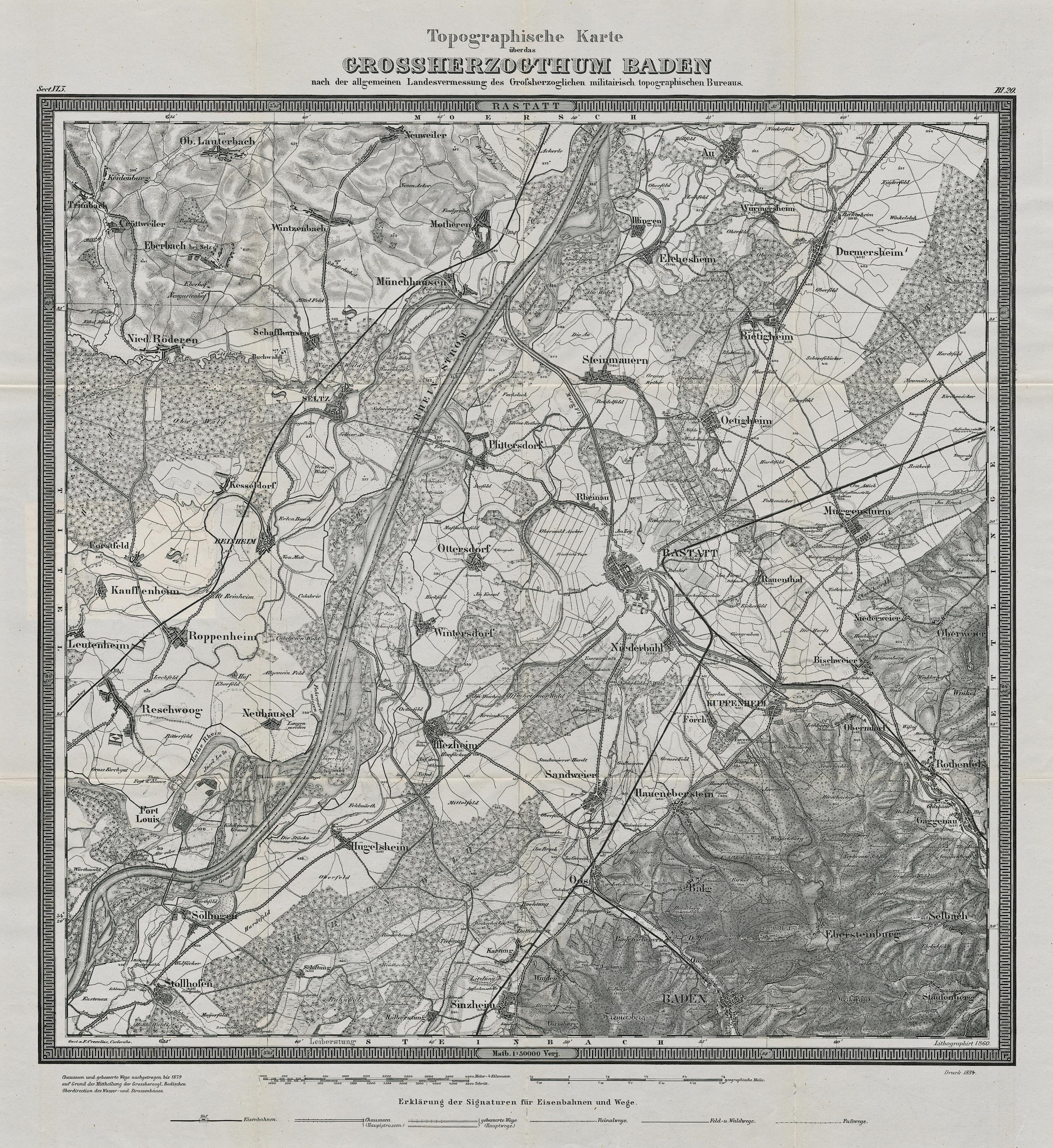
Der zentrale Bereich des Murgkreises auf einer topographischen Karte von 1860.

Ende 1809 wurden dem Murgkreis die zehn Ämter (Rhein)Bischofsheim, Oberkirch, Renchen, Achern, Bühl, Baden, Gernsbach, Ettlingen sowie Stadt- und Erstes Landamt Rastatt und Zweites Landamt Rastatt zugeteilt. Bereits kurz danach kam es zu ersten Änderungen: Die geplante erneute Errichtung des Amtes Renchen unterblieb, das Amt Oberkirch wurde zum Kinzigkreis umgesetzt. Anfang 1813 wurde das Amt Steinbach neu errichtet. Da auch das Amt Rheinbischofsheim zum Kinzigkreis umgegliedert worden war, verblieben acht Ämter. 1814 wird für den Murgkreis von 85.112 Einwohnern berichtet, die sich so auf die nun als Bezirksamt titulierten Ämter verteilten:
- Bezirksamt Achern: 12.859
- Bezirksamt Bühl: 14.035
- Bezirksamt Steinbach: 7.021
- Stadt- und Erstes Landamt Rastatt: 11.165
- Zweites Landamt Rastatt: 10.347
- Bezirksamt Baden: 7.126
- Bezirksamt Gernsbach: 10.789
- Bezirksamt Ettlingen: 11.770

Anfang 1819 wurden die beiden Rastatter Ämter zum Oberamt Rastatt vereinigt.